# Parker Posey
Parker Christian Posey, född 8 november 1968 i Baltimore, Maryland, är en amerikansk skådespelare. Hon har haft framträdande roller i flera av Christopher Guests och Hal Hartleys filmer. Richard Corliss på tidskriften Time Magazine utsåg henne till Queen of the Indies på grund av hennes medverkan i en lång rad independentfilmer, ett epitet hon burit genom hela karriären. Hon debuterade som författare 2018 med You're on an Airplane: A Self-Mythologizing Memoir.

## Filmografi (i urval)
- 1993 – Coneheads
- 1993 – Dazed and Confused
- 1994 – Julnötter
- 1995 – Party Girl
- 1995 – Flirt
- 1995 – The Doom Generation
- 1996 – Basquiat – den svarte rebellen
- 1996 – Waiting for Guffman
- 1996 – Suburbia
- 1997 – The House of Yes
- 1997 – Henry Fool
- 1997 – Dinner at Fred's
- 1997 – Clockwatchers
- 1998 – Du har mail
- 2000 – Scream 3
- 2000 – Futurama, avsnitt "The Deep South" (röst)
- 2000 – Simpsons, avsnitt "It's a Mad, Mad, Mad, Mad Marge" (röst)
- 2000 – Best in Show
- 2001 – Josie and the Pussycats
- 2001 – The Anniversary Party
- 2002 – Snygg, sexig och singel
- 2003 – A Mighty Wind
- 2004 – Laws of Attraction
- 2004 – Blade: Trinity
- 2005 – Adam & Steve
- 2006 – The OH in Ohio
- 2006 – Superman Returns
- 2006 – Fay Grim
- 2006 – For Your Consideration
- 2007 – Broken English
- 2008 – The Eye
- 2009 – Happy Tears
- 2009 – Spring Breakdown
- 2011 – The Big C (TV-serie) (tre avsnitt)
- 2011 – The Good Wife (TV-serie) (tre avsnitt)
- 2012 – Louie (TV-serie) (fyra avsnitt)
- 2012 – New Girl (TV-serie) (ett avsnitt)
- 2012 – Price Check
- 2013 – Slogans
- 2014 – Grace of Monaco
- 2015 – Irrational Man
- 2016 – Café Society
- 2018–2021 – Lost in Space (TV-serie) (28 avsnitt)
- 2023 – Beau Is Afraid
- 2023 – Mr. & Mrs. Smith (TV-serie)
- 2025 – The Parenting
- 2025 – The White Lotus (TV-serie)